# 愛德華·古雷維奇
愛德華·古雷維奇（法語：Édouard Gourévitch，發音：[edwaʁ ɡuʁevitʃ]；1921年9月9日—1999年9月26日）出生於法國法蘭西島大區塞納-聖但尼省的歐貝維利耶，曾經是一位法國猶太教拉比。

## 生平
- 1941年至1948年：就讀於法國猶太神學院（SIF）[1]。
- 1948年：擔任里尔的拉比。
- 1949年至1975年：擔任塞納河畔納伊的拉比。
- 自1954年起，愛德華·古雷維奇也在世界猶太聯盟從事猶太教的教育工作，直到逝世為止。

## 受獎
- 法國榮譽軍團勳章
- 法國榮譽軍團